# Řecko na Letních olympijských hrách 2004
Řecko se účastnilo Letní olympiády 2004. Zastupovalo ho 426 sportovců (215 mužů a 211 žen) v 33 sportech.

## Medailisté
| Medaile | Jméno | Sport                | Soutěž                                   |
| ------- | --- | -------------------- | ---------------------------------------- |
| Zlato   | Fani Chalkiáová | Atletika             | Ženy 400 metrů překážek                  |
| Zlato   | Athanasia Tsumeleka | Atletika             | Ženy chůze na 20 km                      |
| Zlato   | Thomas Bimis Nikolaos Siranidis | Skoky do vody        | Muži Synchronizované skoky z prkna 3 m   |
| Zlato   | Dimosthenis Tampakos | Sportovní gymnastika | Muži kruhy                               |
| Zlato   | Ilias Iliadis | Judo                 | Muži 81 kg                               |
| Zlato   | Sofia Bekatoruová Emilia Tsoulfa | Jachting             | Ženy 470 class                           |
| Stříbro | Chrysopiji Devedziová | Atletika             | Ženy trojskok                            |
| Stříbro | Anastasia Kelesidouová | Atletika             | Ženy hod diskem                          |
| Stříbro | Nikolaos Kaklamanakis | Jachting             | Muži sailboard                           |
| Stříbro | Elisavet Mystakidou | Taekwondo            | Ženy 67 kg                               |
| Stříbro | Alexandros Nikolaidis | Taekwondo            | Muži +80 kg                              |
| Stříbro | Dimitra Asilian Georgia Ellinaki Eftychia Karagianni Angeliki Karapataki Stavroula Kozompoli Georgia Lara Kyriaki Liosi Antiopi Melidoni Antonia Moraiti Evangelia Moraitidou Anthoula Mylonaki Aikaterini Oikonomopoulou Antigoni Roumpesi | Vodní pólo           | Turnaj žen                               |
| Bronz   | Mirela Manjaniová | Atletika             | Ženy hod oštěpem                         |
| Bronz   | Vasileios Polymeros Nikolaos Skiathitis | Veslování            | Muži dvojka bez kormidelníka lehkých vah |
| Bronz   | Pyrros Dimas | Vzpírání             | Muži 85 kg                               |
| Bronz   | Artem Kjuregjan | Zápas                | muži řecko-římský do 55 kg               |